# Le Talisman de Nergal
 (janvier 2016).
Si vous disposez d'ouvrages ou d'articles de référence ou si vous connaissez des sites web de qualité traitant du thème abordé ici, merci de compléter l'article en donnant les références utiles à sa vérifiabilité et en les liant à la section « Notes et références ».
Le Talisman de Nergal est une série de romans de fantasy écrite par l'écrivain québécois Hervé Gagnon et parue en 2008 et 2009 chez les Éditions Hurtubise.

## Résumé
Les six tomes relatent les aventures de Manaïl, un jeune babylonien qui voyage dans des kan, c'est-à-dire, des époques qui se déroulent simultanément. Le premier tome relate la rencontre entre l'Élu et le Mage d'Ishtar Ashurat, à Babylone. Le deuxième décrit la recherche du fragment suivant à Jérusalem, quelques mois avant la prise de la ville par les armées musulmanes. La quête du talisman se mêle à celle du trésor de Salomon et d'un mal mystérieux qui dort sous les ruines du Temple.

## Tomes disponibles
1. L'Élu de Babylone, 2008Manaïl, un jeune orphelin, vit à Babylone au sixième siècle aCn. Privé de tout, il doit mendier et voler pour survivre.
2. Le Trésor de Salomon, 2008
3. Le Secret de la vierge, 2008
4. La Clé de Satan, 2009
5. La Cité d'Ishtar, 2009
6. La Révélation du centre, 2009